# Florian Schenk
Florian Schenk (geboren 15. Dezember 1894 in Nieder-Soor, Österreich-Ungarn; gestorben 20. September 1957 in Ost-Berlin) war ein deutscher Politiker (KPTsch/SED) und Gewerkschafter sudetendeutscher Herkunft. Er war Vorsitzender des Zentralvorstandes der Gewerkschaft Land, Nahrungsgüter und Forst.

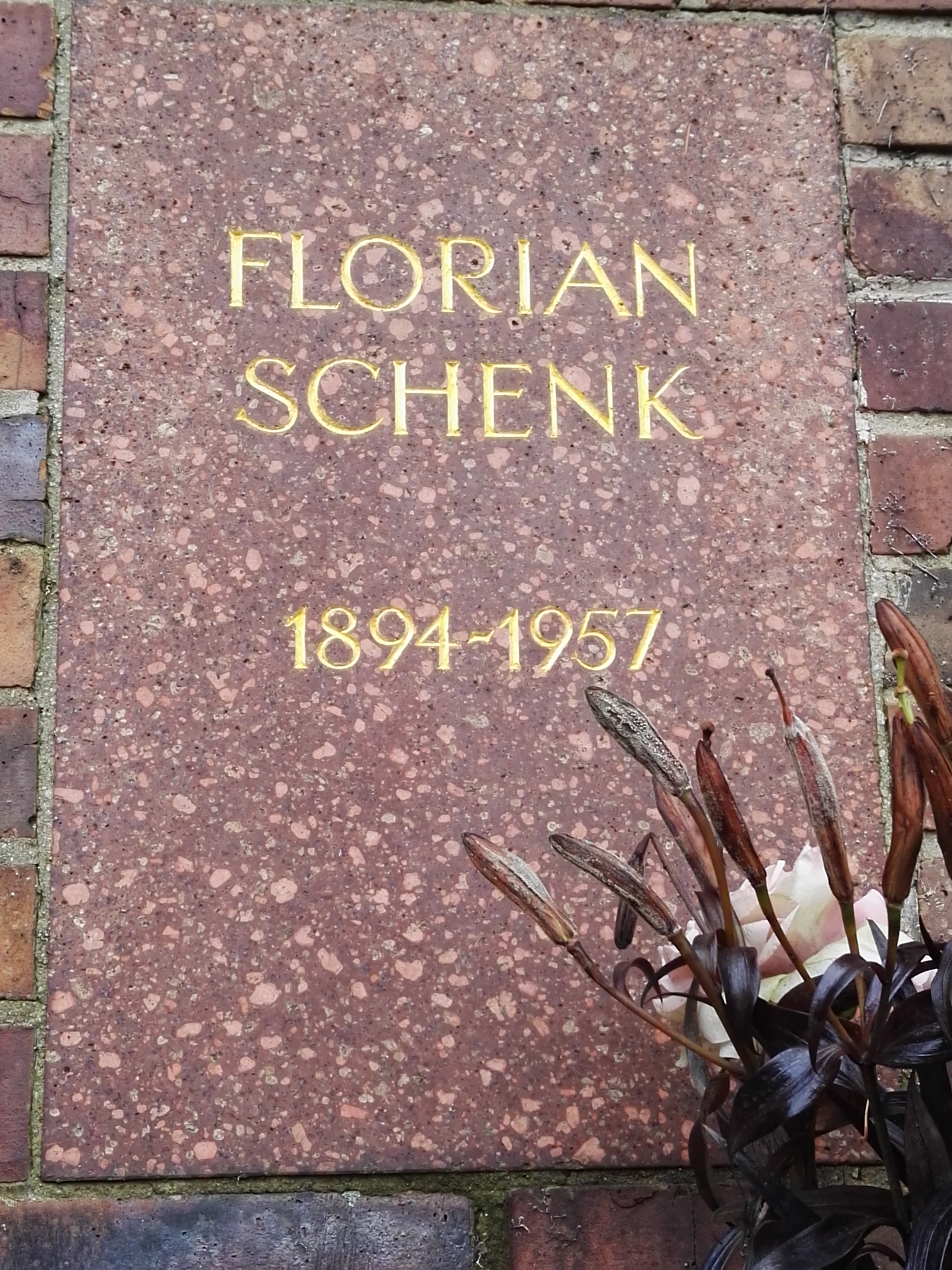
Grabstätte

## Leben
Schenk, Sohn einer Tagelöhner- und Landarbeiterfamilie, besuchte die Volksschule und arbeitete als ungelernter Metallarbeiter, Heizer und Maschinist. Er trat 1912 dem Deutschen Metallarbeiter-Verband (DMV) und 1914 der Sozialdemokratischen Partei Österreichs (SPÖ) bei. Im März 1926 wurde er aus der Deutschen Sozialdemokratischen Arbeiterpartei in der Tschechoslowakischen Republik (DSAP) und anschließend Mitglied der Kommunistischen Partei der Tschechoslowakei (KPTsch). Ab 1927 war er Bezirkssekretär der KPTsch in Komotau, von 1929 bis 1933 fungierte er als Kreissekretär der KPTSch in Komotau, von 1933 bis 1935 als Kreissekretär in Bodenbach. Von 1929 bis 1938 gehörte Schenk als Mitglied dem Stadtrat von Komotau an. Von 1935 bis 1938 war er Abgeordneter der Nationalversammlung der Tschechoslowakei. Im Rahmen der sich zuspitzenden Sudetenkrise ging er im September 1938 nach Prag.
Im Januar 1939 emigrierte er nach Großbritannien, wo er als Kesselheizer und Maschinist arbeitete. Schnek war Mitglied der Exilgruppe der KPTSch um Gustav Beuer und Mitarbeiter der Zeitschrift Einheit.
Anfang September 1946 kehrte er in die Tschechoslowakei zurück, übersiedelte aber bereits Ende September 1946 in die Sowjetische Besatzungszone. Dort wurde Mitglied des Freien Deutschen Gewerkschaftsbundes (FDGB) und der Sozialistischen Einheitspartei Deutschlands (SED). Bis Januar 1950 arbeitete er als Abteilungsleiter für Landwirtschaft im SED-Landesvorstand Sachsen und von 1950 bis 1953 als Vorsitzender des Zentralvorstandes der Gewerkschaft Land, Nahrungsgüter und Forst. Er war Mitglied des Bundesvorstandes des FDGB und von 1956 bis zu seinem Tod Leiter des Büros für Landwirtschaft des FDGB-Bundesvorstandes. 
Schenk war zudem war Mitglied des Deutschen Friedensrates und des Weltfriedensrates.
Seine Urne wurde in der Gedenkstätte der Sozialisten auf dem Zentralfriedhof Friedrichsfelde in Berlin-Lichtenberg beigesetzt.

## Auszeichnungen
- Vaterländischer Verdienstorden in Silber (1955)
- Fritz-Heckert-Medaille
- Verdienstmedaille der DDR